# Nélido Manso
Nélido Manso López (nacido el 26 de diciembre de 1966 en Caibarién, Cuba) es un regatista cubano.  

## Campeonatos del mundo
Se consagró Campeón del Mundo de la clase Snipe junto a Octavio Lorenzo  en 1999 (Santiago de la Ribera, España). 

## Juegos Panamericanos
Ha ganado cuatro medallas (tres de oro y una de plata) en los Juegos Panamericanos. 
- Oro en La Habana 1991, con Octavio Lorenzo.
- Oro en Mar del Plata 1995, con Octavio Lorenzo.
- Oro en Winnipeg 1999, con Octavio Lorenzo.
- Plata en Santo Domingo 2003, con Octavio Lorenzo.
- 4º Lugar en Lima 2019. Regresó a los Juegos Panamericanos tras una pausa de 16 años, compitiendo junto a su hija Iris Laura Manso, logrando un destacado cuarto puesto.

## Juegos Centroamericanos y del Caribe
dos (una de oro y otra de plata) en los Juegos Centroamericanos y del Caribe (1993 y 2023).

## Regreso a la Competición y Actividad Reciente
Tras varios años alejado de la alta competición, Manso regresó a la vela activa. Ha participado en eventos recientes, incluyendo:
- Capitán del equipo SSL Team Cuba en la Star Sailors League. En 2023, Manso fue el capitán del equipo , logrando clasificar para la gran final, celebrada en Canarias.[2]
- Actualmente, compite en la clase J80.
- Ha recibido la distinción honorífica de Gloria del Deporte Cubano por su destacada trayectoria y contribución al deporte en Cuba.
- Fue exaltado al Salón de la Fama de la SCIRA en 2024.
- Nombrado embajador de la marca de velas PL Sails en 2024.